# Caccothryptus multiseriatus
Caccothryptus multiseriatus är en skalbaggsart som beskrevs av Champion 1923. Caccothryptus multiseriatus ingår i släktet Caccothryptus och familjen lerstrandbaggar. Inga underarter finns listade i Catalogue of Life.